# Fana (Bergen)

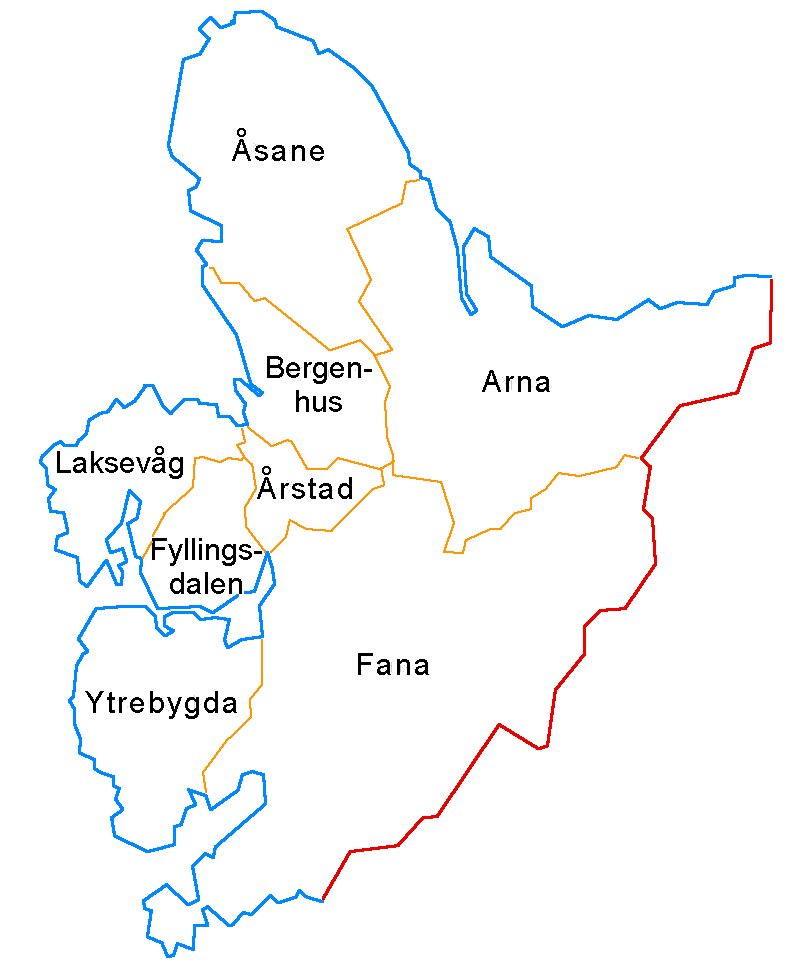
Stadtteile von Bergen mit Fana im Südosten

Fana ist ein Stadtteil im Südosten der norwegischen Stadt Bergen im Fylke Vestland. Im Stadtteil leben etwa 42.240 Personen. Bis Ende 1971 war Fana eine eigenständige Kommune.

## Lage
Fana liegt im Südosten Bergens, am östlichen Ufer des Fanafjords. Der Stadtteil grenzt an die Nachbargemeinden Bjørnafjorden und Samnanger. Im Norden des Stadtteils liegt der See Stendavatnet und dort ist auch der Großteil der Bebauung vorzufinden. Das Verwaltungszentrum liegt im Gebiet Nesttun.
In Fana liegen die Bürogebäude mehrerer größerer Reedereien. Des Weiteren gibt es mehrere kleinere Industriebetriebe.

## Geschichte
Da Fana eine landwirtschaftlich gut nutzbare Gegend ist, lassen sich dort mehrere ältere größere Höfe finden, die im Besitz von Adligen waren. Die Fana hovedkirke in Stend war im Mittelalter eine von 14 königlichen Kapellen. Im Jahr 1883 wurde die Stabkirche Fantoft (norwegisch: Fantoft stavkirke) aus Fortun nach Fana übersiedelt. Nachdem sie 1992 nach einer Brandstiftung niederbrannte, wurde sie bis 1997 wiederaufgebaut.
Bis zum 31. Dezember 1971 gab es eine eigenständige Kommune Fana im damaligen Fylke Hordaland. Diese wurde zum 1. Januar 1972 gemeinsam mit Arna, Åsane und Laksevåg nach Bergen eingegliedert. Bei Fanas Eingliederung lebten dort 44.402 Personen verteilt auf etwa 204 km². Zuvor im August 1955 war ein von 1590 Personen bewohntes Gebiet von Fana nach Bergen übergegangen. Weitere kleinere Grenzänderungen fanden 1879, als ein Bereich mit 18 Bewohnern an Askøy ging, und 1966 beim Übergang von einem von vier Personen bewohnten Gemeindegebiet an Bergen statt. Die Gemeinde Fana umfasste auch Gebiete des heutigen Stadtteils Ytrebygda.

## Persönlichkeiten
- Gulbrand Lunde (1901–1942), Chemiker und Politiker der faschistischen Partei Nasjonal Samling
- Hans Hansen (1915–2005), Ruderer
- Kristoffer Lepsøe (1922–2006), Ruderer
- Thorstein Kråkenes (1924–2005), Ruderer
- Harald Kråkenes (1926–2004), Ruderer
- Sverre Kråkenes (* 1931), Ruderer